# HTTPS Everywhere
HTTPS Everywhere é um add-on desenvolvido pela Electronic Frontier Foundation para os navegadores Google Chrome, Mozilla Firefox e Opera, que ativa automaticamente o protocolo HTTPS (Hyper Text Transfer Protocol Secure - protocolo de transferência de hipertexto seguro), tornando o navegador mais seguro
O projeto precisa do apoio da comunidade de usuários e de open-source, organizações de computação e padronização e outros para se tornar um protocolo/modelo a ser implementado para segurança na internet, como esses lançados pela RFC (Request For Comments), assim vai depreciar o custo com TLS e de tecnologias de ponta para segurança de dados na rede.